# Farra (Borgo Valbelluna)
Farra è una frazione del comune di Borgo Valbelluna  (Belluno). Posto alla confluenza del torrente Ardo nel Piave.

## Origini del nome
Il nome deriva dal longobardo fara che significa "distaccamento militare" .

## Storia
Il paese è sorto lungo l'antica strada che collegava Belluno a Feltre sulle rive del fiume Piave.
Storicamente il paese è suddiviso in quattro contrade: Pian del Toro, Crosere, Camont e Pradoi.

## Luoghi di culto
Nel paese si trovano due chiese: la prima, risalente al XV secolo, ma ricostruita su una chiesa preesistente, è dedicata a San Teonisto; la seconda, del XVII secolo, detta "de Sant'Antoni", è dedicata ai santi Ermagora e Fortunato. Nel paese esisteva una terzo luogo di culto dedicato a Santa Maria, chiusa al culto nel XX secolo e oggi parte di un'abitazione privata.

## Geografia fisica

### Territorio
La frazione di Farra sorge nel fondovalle della Valbelluna su una piana alla confluenza del torrente Ardo nel Piave. A est vi trova la frazione di Pialdier, ad ovest e a sud le frazioni di Pagogna e Zottier.

## Cultura

### Palio delle contrade (o de le Palote e dei Amòi)
Il palio delle contrade (o de le Palote e dei Amòi) è una storica festa che viene celebrata ogni anno nel mese di luglio. Note sono le disfide tra le quattro contrade (Pian del Toro, Crosere, Camont e Pradoi) in giochi di strada tra cui il tradizionale torneo di 'Tò Vegna', tipico gioco bellunese.

### Torneo di calcio
Nel mese di agosto si svolge il tradizionale torneo di calcio 'Lino Comiotto', iniziato anni '60,  e che termina solitamente il giorno di ferragosto.

Note